# Gerichtsbezirk Polna
Der Gerichtsbezirk Polna (tschechisch: soudní okres Polná) war ein dem Bezirksgericht Polna unterstehender Gerichtsbezirk im Kronland Böhmen. Er umfasste Gebiete in Übergangsgebiet von Mittelböhmen zu Südböhmen im Okres Jihlava bzw. im Okres Žďár nad Sázavou. Zentrum des Gerichtsbezirks war die Stadt Polna (Polná). Das Gebiet gehörte seit 1918 zur neu gegründeten Tschechoslowakei und ist seit 1991 Teil der Tschechischen Republik.

## Geschichte
Die ursprüngliche Patrimonialgerichtsbarkeit wurde im Kaisertum Österreich nach den Revolutionsjahren 1848/49 aufgehoben. An ihre Stelle traten die Bezirks-, Landes- und Oberlandesgerichte, die nach den Grundzüge des Justizministers geplant und deren Schaffung am 6. Juli 1849 von Kaiser Franz Joseph I. genehmigt wurde. Der Gerichtsbezirk Polna gehörte zunächst zum Kreis Časlau und umfasste 1854 die 42 Katastralgemeinden Altenberg, Altpfauendorf, Bergersdorf, Bosowitz, Briskau, Deutsch-Gießhübel, Deutsch-Schützendorf, Dobrenz, Dobrikau, Ebersdorf, Hilbersdorf, Höfen, Hrbow, Irschings, Janowic, Jesau, Kleinwěžnic, Lukau, Mukenbrunn, Neuhof, Oberwěžnic, Petrowic, Pfaffendorf, Podeschin, Polna, Preitenhof, Raunek, Schachersdorf, Schlappens, Schrittens, Seelens, Simmersdorf, Sirakow, Skreyschow, Smilau, Steindorf, Steken, Unterwěžnic, Walddörfel, Waldhof, Weißenstein und Zaborna.
Der Gerichtsbezirk Polna bildete im Zuge der Trennung der politischen von der judikativen Verwaltung ab 1868 gemeinsam mit dem Gerichtsbezirk Přibyslau (Přibyslav) den Bezirk Polna.
1878 wurde der Gerichtsbezirk Stecken vom Gerichtsbezirk Polna abgespalten, wodurch der Gerichtsbezirk Polna große Flächen und Einwohnerzahlen verlor. Insgesamt wurden mit den Gemeinden Bergersdorf (Kamenná u Jihlavy), Dobrenz (Dobronín), Ebersdorf (Hybrálec), Deutsch-Gießhübel (Německá Vyskytná), Friedrichsdorf (Bedřichov), Hilbersdorf (Heroltice), Irschings (Jiřín), Neuhof (Nové Dvory), Petrowitz, Schlappenz (Šlapanov), Schrittens, Deutsch-Schützendorf (Střelecká), Seelenz (Ždírec), Simmersdorf, Smilau, Steindorf (Hubenov), Stecken (Štoky), Unterwěžnitz und Waldhof (Zborná) 19 Gemeinden aus dem Gerichtsbezirk Polna ausgeschieden, wodurch die überwiegend deutschsprachigen Gemeinden dem Gerichtsbezirk Stecken zufielen. Per 1. April 1879 wurden die Gemeinden Rischkau, Rosička und Spinov vom Gerichtsbezirk Pribislau abgetrennt und dem Gerichtsbezirk Polna zugeschlagen.
Mit der Errichtung des Bezirks Königliche Weinberge wurde der Bezirk Polna aufgelöst. Während der Gerichtsbezirk Polna der Bezirkshauptmannschaft Deutschbrod zugeschlagen wurde, gelangte der Gerichtsbezirk Přibyslau an den Bezirk Chotěboř, wobei diese Änderung per 1. Oktober 1884 rechtswirksam wurde.
Im Gerichtsbezirk Polna lebten 1869 19.647 Menschen, 1900 waren es 9.142 Personen.
Der Gerichtsbezirk Polna wies 1910 eine Bevölkerung von 8.720 Personen auf, von denen 11 Deutsch und 8.708 Tschechisch als Umgangssprache angaben. Im Gerichtsbezirk lebten zudem eine anderssprachige oder staatsfremde Person.
Durch die Grenzbestimmungen des am 10. September 1919 abgeschlossenen Vertrages von Saint-Germain kam der Gerichtsbezirk Polna vollständig zur neugegründeten Tschechoslowakei, wobei die Gerichtseinteilung bis 1938 im Wesentlichen bestehen blieb. Nach dem Münchner Abkommen bzw. dem Einmarsch deutscher Truppen wurde das Gebiet dem Protektorat Böhmen und Mähren zugeschlagen.
Nach dem Zweiten Weltkrieg wurde das Gebiet Teil des Okres Jihlava bzw. des Okres Žďár nad Sázavou, zu denen es bis heute gehört. Nachdem die Bezirksbehörden im Zuge einer Verwaltungsreform 2003 ihre Verwaltungskompetenzen verloren, werden diese von den Gemeinden bzw. dem Kraj Vysočina wahrgenommen, zu dem das Gebiet um Polná seit Beginn des 21. Jahrhunderts mit anderen Bezirken zusammengefasst wurde.

## Gerichtssprengel
Der Gerichtssprengel umfasste 1910 die 13 Gemeinden Brzkov (Brskau), Dobroutov (Dobrikau), Horní Věžnice (Oberwěžnitz), Hrbov (Hrbow), Janovice (Janowitz), Malá Věžnice (Kleinwěžnitz), Nížkov (Nischkau), Poděšín (Poděschin), Polná (Polna), Rosička (Rosička), Sirakov (Sirakow), Spinov (Spinnhof) und Záborná (Zaborna).